# Luiza Possi
Luiza Possi Gadelha (Río de Janeiro 26 de junio de 1984) es una cantante y compositora  brasileña.

## Trayectoria artística
Hija de la cantante Zizi Possi y el productor y director artístico Líber Gadelha. En 1999, Luiza fue invitada a subir al escenario y cantar una canción con la banda que abrió el show de Skank de Credicard Hall de San Pablo. La audiencia se componía de 12 000 personas, e interpretó la canción "El Viento", del álbum A Tribe Called Quest, sólo con el sonido de su voz y el piano.
En 2001, la cantante se fue con algunos grupos que actúan de una manera informal, hasta que parte de la Jo Programa, que se muestra en Globo, junto a su madre, Zizi Possi, e interpretó la canción "Angel" es el tema de la película City of Angels. Al día siguiente, recibió invitaciones para escribir y firmar contratos. [cita requerida]
Luisa se encontraba con su padre, entonces presidente de la Registros independiente, cuando grabó su primer álbum en 2001 bajo la producción de Rick Bonadio. La obra tomó el nombre de "Eu Sou Assim", y disfrutó del éxito de la pista del título, el tema de la novela Women in Love, el mismo mundo, y "Same Day", que entró las principales cartas de la música country. En el mismo año hizo su primera gira nacional.
En 2004, Possi lanzó su segundo álbum, titulado Pro Mundo Levar de Registros independiente. Este álbum produjo dos  Hits, "Over the Rainbow" y "Tudo Que Há de Bom."

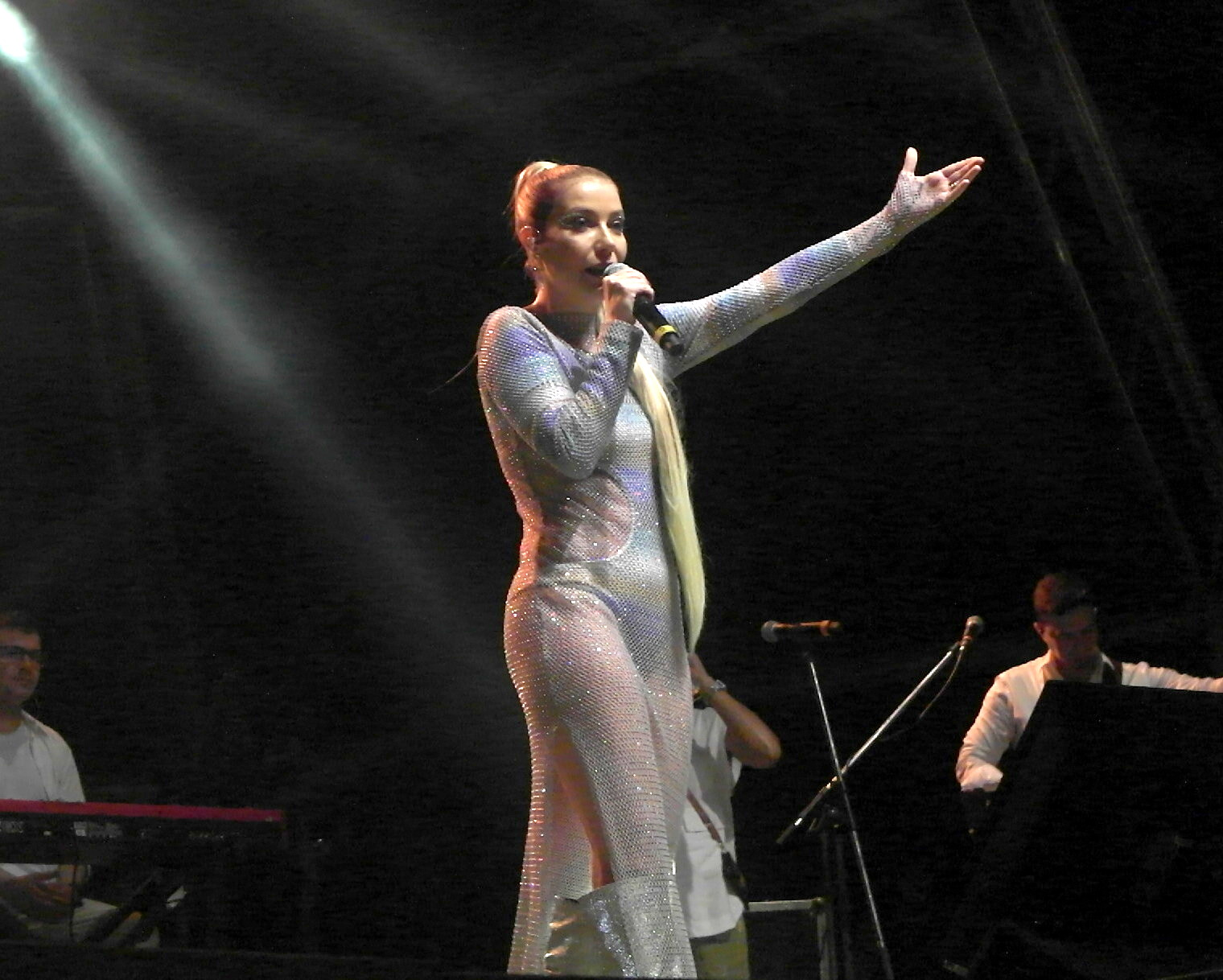
Luiza Possi en directo en Angra dos Reis (2023)

En 2006 a Luiza se le pide que firme un nuevo contrato, pero prefirió comenzar su propio sello, LGK Música, con la distribución de la etiqueta EMI / Som Livre. Más tarde, Luiza lanzó el CD Escuta, centrada en el tema del amor. Fue aclamado por la crítica y considerado como su mejor pitcheo de trabajo. [cita requerida] Había éxitos como "Escuta" y "Seu Nome" siendo esta última la canción más tocada de 2006 y 2007 radios en el MPB país. [cita requerida]
En el mismo año comenzó la tercera gira, "Escuchar turística", un centenar de espectáculos al año. En 2007 Luiza puso en marcha el DVD sobre la base de la gira, grabado en el Río de Janeiro, para promover el lanzamiento en DVD de su disco con quince canciones, incluyendo trece inéditas, y ayudó al éxito del DVD. El álbum le valió un Grammy Latino, el premio más importante en la música, en tres categorías: Mejor Artista Nuevo, Mejor Álbum y Mejor Álbum Contemporáneo Pop Brasileño de la Música Popular Brasileña por Escuta .
Después del éxito de su disco de 2006, regresó con su quinto álbum, más de autor, canciones inéditas dedicadas a la pop y MPB, Bons Ventos Sempre Chegam. En una entrevista con MTV Brasil Luiza anunció un DVD de la gira: Bons Ventos Sempre Chegam.
Participó en la primera edición del reality show de Circus Faustão, Programa Domingão Faustão, poniendo quinto. El 30 de marzo de 2011 Luiza fue anunciada por el TV Record durante la conferencia de prensa para lanzar la temporada 2011 de reality American Idol, como juez en la tercera temporada de la serie, en sustitución de Paula Lima.

### Discografía

#### Álbumes de estudio
| CDS                       | Año  | Certificación | Ventas  |
| ------------------------- | ---- | ------------- | ------- |
| Eu Sou Assim              | 2002 | Disco de Oro  | 200.000 |
| Pro Mundo Levar           | 2004 | Disco de Oro  | 100.000 |
| Escuta                    | 2006 | —             | 45.000  |
| Bons Ventos Sempre Chegam | 2009 | —             | 40.000  |
| Sobre Amor e o Tempo      | 2013 | —             | 10.000  |
| LP                        | 2016 | —             | 3.000   |

#### Álbumes en vivo
| CDS                           | Año  | Certificación | Ventas |
| ----------------------------- | ---- | ------------- | ------ |
| A Vida é Mesmo Agora: Ao Vivo | 2007 | Disco de Oro  | 50.000 |
| Seguir Cantando               | 2011 | —             | 10.000 |

#### DVD
| CDS                           | Año  | Certificación    | Ventas |
| ----------------------------- | ---- | ---------------- | ------ |
| A Vida é Mesmo Agora: Ao Vivo | 2007 | Disco de Platino | 50.000 |
| Seguir Cantando               | 2011 | —                | 15.000 |

### Tours
- 2003: Eu Sou Assim Tour
- 2004: Tudo Que Há de Bom Tour
- 2006: Turnê Escuta
- 2007: Turnê A Vida é Mesmo Agora
- 2009: Turnê Bons Ventos Sempre Chegam
- 2011: Turnê Seguir Cantando
- 2014: Turnê Sobre Amor e o Tempo

### Televisión
| Año  | Programa«Luiza Possi > Filmografía > Programas». IMDb. Archivado desde el original el 3 de agosto de 2012. | Personaje    | Nota                                     |
| ---- | --- | ------------ | ---------------------------------------- |
| 2002 | Jovens Tardes                                                                                              | Presentadora | 2002—2003                                |
| 2003 | Mulheres Apaixonadas                                                                                       | ella misma   | 1 capítulo                               |
| 2007 | Som Brasil                                                                                                 | ella misma   | Episodio: Djavan                         |
| 2007 | Circo do Faustão                                                                                           | ella misma   | Reality show de danza                    |
| 2009 | Elas Cantam Roberto Carlos                                                                                 | ella misma   | Transmisión en homenaje a Roberto Carlos |
| 2011 | Ídolos | Jurada       | 6ª temporada                             |

### Premios y nominaciones
| Ano  | Premio                                  | Categoría                                  | Indicación           | Resultado |
| ---- | --------------------------------------- | ------------------------------------------ | -------------------- | --------- |
| 2003 | Premio Multishow de la Música Brasileña | cantante revelación                        | Luiza Possi          | Venezuela |
| 2003 | Trofeo Lobo León                        | cantante revelación                        | Luiza Possi          | Venezuela |
| 2003 | Los mejores del año                     | Revelación musical                         | Luiza Possi          |           |
| 2003 | Capricho Awards                         | cantante revelación                        | Luiza Possi          | Venezuela |
| 2003 | Capricho Awards                         | Mejor música                               | "Dias Iguais"        |           |
| 2004 | Capricho Awards                         | Mejor cantante                             | Luiza Possi          |           |
| 2005 | IV Prêmio Jovem Brasileiro              | Mejor intérprete                           | Luiza Possi          | Venezuela |
| 2005 | Capricho Awards                         | Mejor cantante                             | Luiza Possi          |           |
| 2005 | Capricho Awards                         | Mejor música                               | "Tudo Que Há de Bom" |           |
| 2006 | Premio TIM de Música                    | Mejor cantante - voto popular              | Luiza Possi          | Venezuela |
| 2006 | Premio TIM de Música                    | Mejor cantante                             | Luiza Possi          | Venezuela |
| 2007 | Grammy Latino                           | Artista revelación                         | Luiza Possi          |           |
| 2007 | Grammy Latino                           | Mejor álbum de pop contemporâneo brasilero | "Escuta"             |           |
| 2007 | Grammy Latino                           | Mejor álbum de Música Popular Brasilera    | "Escuta"             |           |